# Президентские выборы в Сингапуре (2023)
Президентские выборы 2023 года в Сингапуре состоялись1 сентября. Это были шестые публичные президентские выборы, но лишь третьи, в которых участвовало более одного кандидата. Действующий президент Халима Якоб, которая была избрана без сопротивления в 2017 году, не стремилась к переизбранию.
Три кандидата баллотировались на беспартийную должность: Тарман Шанмугаратнам, Нг Кок Сонг и Тан Кин Лиан, которые все были независимыми или вышли из каких-либо политических партий, членами которых они ранее были. Всем им был выдан сертификат соответствия требованиям (COE) и сертификат сообщества, чтобы они могли участвовать в выборах в соответствии с квалификационными требованиями.
Тарман набрал большинство голосов, набрав 70,41 % голосов и победив с рекордным отрывом. Он также стал первым кандидатом некитайского происхождения, избранным на пост президента прямым голосованием. Нг получил 15,72 % голосов, а двукратный кандидат в президенты Тан — 13,87 %, причём последний улучшил свои показатели после потери своего вклада в 2011 году. 14 сентября Тарман вступил в должность девятого президента Сингапура.
Все три выдвинутых кандидата аффилированы с правящей партией PAP, причем двое из них вышли из партии непосредственно перед назначением выборов в июне 2023 года.

## Фон
Президент Сингапура — это глава государства Республики Сингапур. Действующим президентом была Халима Якоб, вступившая в должность 14 сентября 2017 года. Она также является первой женщиной-президентом в истории страны. Президенту Сингапура выплачивается годовая зарплата в размере 1,54 миллиона сингапурских долларов или 1,1 миллиона долларов США, и он подлежит периодическому пересмотру в «Белой книге».
Созданная по образу и подобию системы Вестминстера, должность президента в основном церемониальна, при этом общее руководство и контроль за Правительством осуществляет Кабинет во главе с премьер-министром. Однако президент обладает рядом полномочий, предназначенных для защиты национальных резервов и целостности государственной службы, и имеет далеко идущие формальные обязательства и обязанность действовать выше партийной политики. Такие полномочия включают в себя отказ в согласии на любой законопроект о финансировании, который, вероятно, будет использовать резервы, которые не были накоплены Правительством во время его текущего срока полномочий, и отказ в назначении или отмене назначений на государственные должности, такие как Главный судья, Генеральный прокурор, Глава Оборонного штаба и Комиссар полиции среди прочих.
Текущая система проведения выборов президента началась с президентских выборов 1993 года. До этого президент назначался парламентом. Существуют строгие требования к потенциальным кандидатам в президенты, и решение о том, соответствует ли кандидат квалификации или нет, принимает Комитет президентских выборов (PEC), которому поручено выдавать сертификат соответствия (COE) потенциальным кандидатам.
Согласно Конституции, президентство должно быть беспартийным. После внесения поправок в Конституцию президентские выборы 2017 года стали первыми, которые были зарезервированы для определённого расового сообщества. В первую очередь они были ограничены кандидатами из меньшинства малайской общины, которые не занимали президентство с 1970 года. Президентские выборы 2023 года будут открыты для кандидатов любого расового сообщества.

## Избирательная система
Президент избирается по системе «первый преодолевший пост», при этом кандидат, получивший наибольшее число голосов, выигрывает выборы.
Это будут первые выборы, на которых сингапурцы, проживающие за рубежом, смогут использовать свое право голоса по почте. До 2023 года они могли голосовать только лично в одном из десяти специально отведённых зарубежных избирательных участков, расположенных в различных местах, таких как Австралия (Канберра), Китай (два избирательных участка: Пекин и Шанхай), Япония (Токио), Гонконг, Объединённые Арабские Эмираты (Дубай), Великобритания (Лондон) и Соединённые Штаты (три избирательных участка: Нью-Йорк, Сан-Франциско и Вашингтон).
Каждому гражданину назначается зарубежный избирательный участок в зависимости от места его проживания. Гражданам-эмигрантам также назначается избирательный участок в Сингапуре, где они могут голосовать лично, если случайно окажутся в Сингапуре в день выборов. В 2023 году была внесена поправка в Закон о президентских выборах и Закон о парламентских выборах, которая представлена на рассмотрение в парламенте и позволяет сингапурцам, проживающим за рубежом, голосовать по почте на последующих выборах, предоставляя им дополнительную возможность.